# هيو جونز (عداء مراثوني)
هيو جونز (بالإنجليزية: Hugh Jones)‏ هو عداء مراثوني بريطاني، ولد في 1 نوفمبر 1955 في لندن في المملكة المتحدة.

## وصلات خارجية
- هيو جونز على موقع الاتحاد الدولي لألعاب القوى (الإنجليزية)
- هيو جونز على موقع أوليمبيديا (الإنجليزية)